# Take 1
Take 1 è un singolo del rapper italiano Shiva, pubblicato il 1º luglio 2020.

## Descrizione
Prodotto da Adam11, il brano trae origine dall'omonimo freestyle realizzato dal rapper un anno prima e reso disponibile unicamente su YouTube. Come spiegato da Shiva stesso, l'esigenza di pubblicarlo sotto forma di singolo vero e proprio deriva dalla propria percezione della vita negli ultimi mesi da lui trascorsi.

## Tracce
Testi di Andrea Arrigoni, musiche di Adam11.
1. Take 1 – 2:21